# Ivittuut

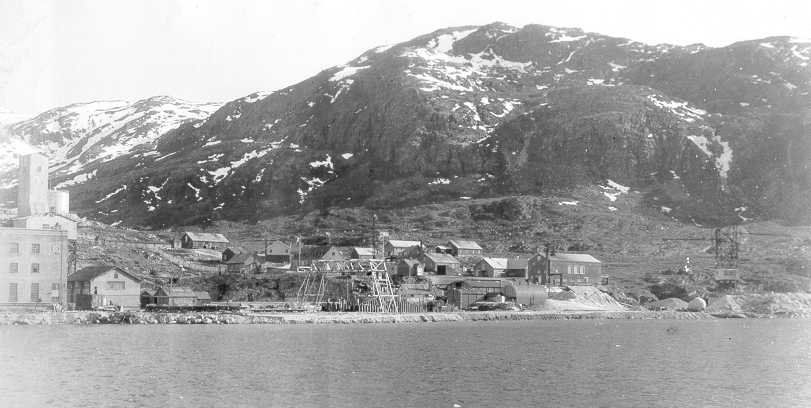
Ivittuut no verão de 1940.

Ivittuut, antes chamada de Ivigtût, é uma cidade mineira abandonada perto do Cabo da Desolação no sudoeste da Groelândia. Suas ruínas estão localizadas no moderno município de Sermersooq sobre o que restou de um assentamento norueguês.
Ivittuut é um dos únicos lugares do mundo em que foi descoberto a ocorrência natural da criolita (Na3AlF6, o hexafluoraluminato de sódio), um agente importante na moderna técnica de extração de alumínio.